# دیمون (تگزاس)
دیمون، تگزاس(به انگلیسی: Damon, Texas) شهری در ایالت تگزاس از ایالات جنوبی ایالات متحده آمریکا است. در سرشماری سال ۲۰۰۰، جمعیت این شهر ۵۳۵ نفر اعلام شد.